# Euramerica
La Euramerica, detta anche Laurussia, è stato un supercontinente minore formatosi nel Devoniano dopo la collisione fra i cratoni della Laurenzia, della Baltica e della Avalonia, durante l'orogenesi caledoniana.

## Storia

L'Euramerica nel Devoniano

Circa 300 milioni di anni fa, nel Carbonifero superiore, le foreste pluviali tropicali ricoprivano l'equatore dell'Euroamerica. Un importante e brusco cambiamento nella vegetazione si verificò quando il clima si inaridì. La foresta si frammentò e le licofite, che dominavano queste terre umide, diminuirono, sostituite dalle felci. Si ebbero anche forti riduzioni nelle varietà degli anfibi mentre, per contro, il clima più arido favorì la diversificazione dei rettili.
Nel Permiano, l'Euramerica divenne parte del più grande supercontinente Pangea. Nel Giurassico, quando la Pangea si divise in due continenti, la Gondwana e la Laurasia, l'Euramerica faceva parte di quest'ultima.
Nel Cretaceo la Laurasia si divise a sua volta nei continenti del Nord America e della Eurasia. Il cratone della Laurenzia divenne parte del Nord America, mentre la Baltica divenne la parte settentrionale dell'Eurasia.